# Ännu doftar kärlek (musikalbum)
Ännu doftar kärlek är ett studioalbum från 1985 av det svenska dansbandet Curt Haagers. Det placerade sig som högst på 36:e plats på den svenska albumlistan.
Titelspåret, en cover på Marie Fredrikssons hitlåt från föregående år, gick i Curt Haagers version in på Svensktoppen, och låg där i fyra veckor under perioden 10 november–1 december 1985, med femteplats som bästa resultat där..

## Låtlista
1. Ännu doftar kärlek
2. Barndomstiden (Pärleporten)
3. Romance d'Amor (Du är den ende)
4. Krasch bang bom och pang
5. Med dig i mina armar
6. Hör min sång Violetta
7. Hon tror på mej (She Believes in Me)
8. Sista dansen (Love is in Your Eyes)
9. Här är vi (Live is Life)
10. La novia (Bröllopet)
11. Det bor en ängel i dej
12. Om du vill (Young and Beautiful)
13. Du och jag (Au Revoir Madeleine)
14. Köp ringar (Flowers)

## Listplaceringar
| Lista (1985) | Topplacering |
| ------------ | ------------ |
| Sverige      | 36           |